# Орокська мова
Орокська мова (самоназва: уйльта, ульта) — мова ороків, яка належить до амурської групи тунгусо-маньчжурських мов, близька до нанайської та удегейської мови.

## Поширення
Орокська мова поширена на Сахаліні, у Поронайському та Ноглицькому районах. Ороки також мешкають на острові Хоккайдо в Японії, станом на 1989 рік близько 20 осіб, проте кількість мовців невідома. Загальна чисельність мовців у Росії, згідно з переписом 2010, становить 47 осіб, у 2002 році було 64 мовці, а в 1979 році орокською мовою володіли 450 осіб.
Цікава ситуація склалася в Україні, за результатами першого перепису населення 2001 року, було зафіксовано 959 осіб, які самоідентифікували себе, як ороки, щоправда, тільки 12 з них (тобто трохи більше відсотка) назвали орокську мову рідною, ще 179 осіб (бл. 1/5) рідною вважають українську, решта — переважно російську. Проте за переписом населення СРСР 1989 року в УРСР налічувалося тільки 2 ороки.

## Діалекти
Орокська мова включає два діалекти: північний (східносахалінський) та південний (поронайський). Мова ороків острова Хоккайдо належить до південного діалекту.

## Орокська абетка
Орокська мова довший час писемності не мала. Абетку, створену на кирилиці, було введено у 2007 році. Був опублікований буквар, а мову викладають ентузіасти у початковій школі села Вал на острові Сахалін.

## Соціолінгвістична ситуація
Ситуація з функціонуванням та розвитком орокської мови, як й для інших мов корінних малих народів Півночі та Далекого Сходу Росії, є несприятливою. Ороки фактично повністю асимільовані, серед них поширена російська мова, лише невелика частка з них володіє рідною мовою, яку використовують для спілкування між собою представники найстаршого покоління. Орокською мовою також володіють кілька людей вікової групи від 40 до 50 років.

## Дослідження
Видатний японський дослідник Такесіро Мацуура (1818–1888) був першим, хто зробив перші записи про орокську мову. Він записав близько 350 орокських слів японською мовою, у тому числі близько 200 слів із граматичними зауваженнями та короткими текстами.